# FUDOFSI
A FUDOFSI (franciául: Fédération Universelle des Ordres, Fraternités et Sociétés Initiatiques, magyarul: Rendek, Testvériségek és Beavató Szervezetek Egyetemes Szövetsége) egymástól független ezoterikus szervezetek szövetsége volt, hasonlóan a FUDOSI-hoz, de élesen szembenállva azzal. Vezetője Constant Chevillon (1880-1944), francia okkultista volt.

## Történet
A FUDOFSI a lyoni rendek és más olyan titkos társaságok védelmében jött létre, melyek nem voltak tagjai a FUDOSI-nak. A FUDOFSI élesen szembenállt a FUDOSI-val, személyesen Harvey Spencer Lewis-zal és annak szervezetével, az Ancient Mystical Order Rosae Crucis-szal, az AMORC-kal. Nagyon kevés információ ismert a FUDOFSI-ről, mivel sem a szervezet, sem a vezetője nem élte túl a Második világháborút (Constant Chevillon-t, a FUDOFSI vezetőjét a Gestapo meggyilkolta 1944-ben).

## Az első találkozó
A FUDOFSI első összejövetelét 1939 februárjában tartották meg Párizsban.

### Résztvevők
- Reuben Swinburne Clymer
- Alfred I. Sharp
- Count Jean de Czarnomsky
- Constant Chevillon
- Henri-Charles Dupont
- Henri Dubois
- Raoul Fructus (a FUDOSI korábbi tagja)
- Andre Fayolle
- Nauwelaerts
- Laugenier
- Camille Savoir

Hans Rudolf Hilfiker-Dunn és Arnoldo Krumm-Heller később csatlakozott a FUDOFSI-hez.

### Képviselt szervezetek
- L'Ordre Martiniste-Martineziste de Lyon
- L'Eglise Gnostique Universelle
- Order of Knight Masons Elus Cohen of the Universe
- Memphis-Misraim Rítus
- Ordre De Saint Graal
- Fraternitas Rosicruciana Antiqua
- Fraternitas Rosae Crucis
- Ordre Kabbalistique De La Rose Croix (eltérő eredetű)
- Rite Ecossais Rectifie
- Brotherhood of the Illumined Brethren of the Rose-Croix

## Megszűnés
A FUDOFSI megszűnt létezni a Második világháború során, azonban 1947-ben néhány életben maradt tagja felvette egymással a kapcsolatot és megpróbáltak egy új szervezetet létrehozni. Hans-Rudolf Hilfiker és R. Swinburne Clymer (1878–1966) megkísérelték létrehozni a Worldwide Alliance of Rosicrucian Orders-t (Rózsakeresztes Rendek Világszövetségét). Rio de Janeiro-ban Clymer-nek sikerült egyesíteni szervezetét Krumm-Heller-ével. Hilfiker és Clymer 1947. május 7-én és 1948. június 5-én Zürichben, a Baur au Lac nevű hotelben találkoztak. A Fraternitas Rosae Crucis Emerson Myron Clymer (R. S. Clymer fia) hivatalos önéletrajzában a FUDOFSI Legfelsőbb Nagymestere-ként mutatja be őt apja halála után, úgyhogy a Fraternitas Rosae Crucis szerint lehetséges, hogy a FUDOFSI a későbbiek során is fennmaradt.

## Fordítás
Ez a szócikk részben vagy egészben  a   FUDOFSI című angol Wikipédia-szócikk fordításán alapul.  Az eredeti cikk szerkesztőit annak laptörténete sorolja fel. Ez a jelzés csupán a megfogalmazás eredetét és a szerzői jogokat jelzi, nem szolgál a cikkben szereplő információk forrásmegjelöléseként.